# Jonathan Jeanne
Jonathan Josué Jeanne (Les Abymes, 3 luglio 1997) è un cestista francese, di origine guadalupensi.

## Palmarès
- Coppa di Francia: 1

Le Mans: 2015-16